# Lijst van oorlogsmonumenten in Altena (Nederlandse gemeente)
De Nederlandse gemeente Altena heeft 12 oorlogsmonumenten. Hieronder een overzicht.
| Nr.                             | Object                                     | Herdachte groep | Ontwerper                      | Onthulling        | Type               | Locatie                                      | Plaats                        | Coördinaten                   | Foto              |
| ------------------------------- | ------------------------------------------ | --- | ------------------------------ | ----------------- | ------------------ | -------------------------------------------- | ----------------------------- | ----------------------------- | ----------------- |
| 511                             | Vredesmonument                             | algemeen | Ton Koops                      | 6 maart 1993      | plaquette          | Grote Kerkstraat 32, 4261 BE                 | Wijk en Aalburg               | 51° 45' 38" NB, 5° 7' 52" OL  |                   |
| 1072                            | Oorlogsmonument                            | geallieerde militairen, burgerslachtoffers |                                |                   | begraafplaats/graf | Veldstraat 28, 4261 TB                       | Wijk en Aalburg               | 51° 45' 31" NB, 5° 6' 51" OL  |                   |
| 1073                            | Nederlands grafmonument                    | burgerslachtoffers, verzet Nederland, militairen in dienst van het Ned. Kon. 1940-1945                                                                                             |                                |                   | begraafplaats/graf | Grotestraat 19, 4264 RH                      | Veen                          | 51° 46' 43" NB, 5° 6' 19" OL  |                   |
| 1075                            | Oorlogsmonument                            | militairen in dienst van het Ned. Kon. na 1945, koopvaardijpersoneel, militairen in dienst van het Ned. Kon. 1940-1945, burgerslachtoffers, vervolgden Nederland, verzet Nederland | Ir. S.J. van Embden            | 4 mei 1951        | overig             | Kleibergsestraat 26, 4266 GC                 | Eethen                        | 51° 44' 2" NB, 5° 3' 8" OL    |                   |
| 1590                            | Oorlogsmonument                            | algemeen |                                | 4 mei 1991        | beeld/sculptuur    | Warmondplein, 4273 EC                        | Hank                          | 51° 44' 3" NB, 4° 53' 48" OL  |                   |
| 1831                            | Halifax monument Verzet, Vrijheid, Victory | geallieerde militairen | Martin Copier                  | 27 september 2006 | beeld/sculptuur    | Aakvlaaiweg, 4273 PD                         | Hank                          | 51° 43' 31" NB, 4° 51' 54" OL |                   |
| 2861                            | Oorlogsmonument                            | burgerslachtoffers |                                |                   | beeld/sculptuur    | Oslopark, 4255                               | Nieuwendijk                   | 51° 46' 21" NB, 4° 55' 12" OL |                   |
| 2862                            | De line-crosser                            | burgerslachtoffers, vervolgden Nederland, burgers voormalig Nederlands-Indië, militairen in dienst van het Ned. Kon. na 1945                                                       | Niek van Leest                 |                   | beeld/sculptuur    | Van Tienhoven van de Boogaardstraat, 4251 EM | Werkendam                     | 51° 48' 47" NB, 4° 53' 24" OL | De line-crosser   |
| 2863                            | Monument voor de line-crossers             | burgerslachtoffers, vervolgden Nederland |                                | 5 oktober 1960    | plaquette          |                                              | Hank                          | 51° 39' 37" NB, 5° 48' 26" OL |                   |
| 2985                            | Verzetsmonument                            | verzet Nederland | Marcus Ravenswaaij (1925-2003) | 3 mei 1952        | beeld/sculptuur    | Vijverplein, 4254                            | Sleeuwijk                     | 51° 48' 45" NB, 4° 57' 17" OL | Verzetsmonument   |
| 3092                            | Oorlogsmonument                            | burgers voormalig Nederlands-Indië, verzet Nederland, vervolgden Nederland, militairen in dienst van het Ned. Kon. 1940-1945, burgerslachtoffers                                   | Jaap Hartman                   | 26 april 1991     | beeld/sculptuur    |                                              | Woudrichem                    | 51° 48' 52" NB, 4° 59' 41" OL | Oorlogsmonument   |
| 4344                            | Monument Merwedegijzelaars                 | burgerslachtoffers | Richard van der Koppel         | 10 oktober 2020   | beeld/sculptuur    | Sluisweg bij 66                              | Werkendam                     | 51° 48' 52" NB, 4° 53' 18" OL | Meer afbeeldingen |
| Dit oorlogsmonument op Wikidata | Stolpersteine                              | vervolgden Nederland | Gunter Demnig                  |                   | reliëf             | Zie Lijst van Stolpersteine in Altena        | Eethen, Werkendam, Woudrichem |                               | Meer afbeeldingen |

Alphen-Chaam ·
Altena ·
Asten ·
Baarle-Nassau ·
Bergeijk ·
Bergen op Zoom ·
Bernheze ·
Best ·
Bladel ·
Boekel ·
Boxtel ·
Breda ·
Cranendonck ·
Deurne ·
Dongen ·
Drimmelen ·
Eersel ·
Eindhoven ·
Etten-Leur ·
Geertruidenberg ·
Geldrop-Mierlo ·
Gemert-Bakel ·
Gilze en Rijen ·
Goirle ·
Halderberge ·
Heeze-Leende ·
Helmond ·
's-Hertogenbosch ·
Heusden ·
Hilvarenbeek ·
Laarbeek ·
Land van Cuijk ·
Loon op Zand ·
Maashorst ·
Meierijstad ·
Moerdijk ·
Nuenen, Gerwen en Nederwetten ·
Oirschot ·
Oisterwijk ·
Oosterhout ·
Oss ·
Reusel-De Mierden ·
Roosendaal ·
Rucphen ·
Sint-Michielsgestel ·
Someren ·
Son en Breugel ·
Steenbergen ·
Tilburg ·
Valkenswaard ·
Veldhoven ·
Vught ·
Waalre ·
Waalwijk ·
Woensdrecht ·
Zundert